# HB9CV
HB9CV（エイチビーナインシーブイ）とはスイスのアマチュア無線家が開発したアンテナである。

## 構造
開発者であるルドルフ・バームガートナー（Rudolf Baumgartner）の呼出符号がそのままアンテナ名称となった。
位相差給電アンテナの一種で、最も構造が単純なものはダイポールアンテナと同一形状の1/2波長エレメント2本を1/9 - 1/8波長離して平行に配置。1方向だけに指向性を集中させるエレメントをわずかに短く、もう1本をわずかに長くした上でそれぞれ逆位相に給電する。また八木・宇田アンテナ同様に導波器を追加し利得向上が可能なほか、以下の特徴がある。
- エレメント間を1/5波長程度離す八木・宇田アンテナよりも小型化が可能
- 2エレメントの本アンテナで導波器・輻射器・反射器各1で構成される3エレメント八木・宇田アンテナよりも高利得となる
- 動作原理がきわめて特殊であり何らかの原因で共振点からのズレが生じた場合に指向特性などが非常に悪化する

微妙な調整を必要とするため、コストも考慮される業務無線では使用されない。一方で使用する周波数帯が限定された上でアンテナが原因で通信に支障をきたしても金銭的損害は生せず、調整そのものも楽しみとすることができるアマチュア無線では熱狂的な愛好者も多い。

### バリエーション
HB9CVをベースにしたアンテナには以下のバリエーションがある。

#### ZLスペシャル
エレメントに折返しダイポールアンテナを使用したタイプ。ニュージーランドのアマチュア無線家が考案したため同国のプリフィックスZLから命名。HB9CVよりも広帯域で使用可能である。

#### スイスクワッド
HB9CVクワッドとも呼ばれる。それぞれ単体のHB9CVをスタックにして、上下エレメント端を対に接続して四角形にしたタイプ。